# Scathophaga eximia
Scathophaga eximia är en tvåvingeart som först beskrevs av Alexander Henry Haliday 1832.  Scathophaga eximia ingår i släktet Scathophaga och familjen kolvflugor.
Artens utbredningsområde är Storbritannien. Inga underarter finns listade i Catalogue of Life.